# Naloxone
Il naloxone è un farmaco di sintesi commercializzato con il nome di Narcan usato per bloccare gli effetti degli oppioidi, in particolare in caso di depressione respiratoria. Se somministrato per via endovenosa, funziona entro due minuti, mentre per via intramuscolo funziona entro cinque minuti; può anche essere inalato. Gli effetti del naloxone durano da mezz'ora a un'ora circa. Possono essere necessarie dosi multiple, visto che la durata dell'azione della maggior parte degli oppioidi è maggiore di quella del naloxone.
La somministrazione in soggetti dipendenti da oppiacei può causare sintomi di astinenza, tra cui irrequietezza, agitazione, nausea, vomito, accelerazione del battito cardiaco e ipersudorazione. Per evitare ciò, si somministrano piccole dosi distanziate fino al raggiungimento dell'effetto desiderato. Può peggiorare i problemi cardiaci dei pazienti che presentano malattie cardiache o che assumono farmaci che influenzano negativamente il cuore.
Il naloxone è un antagonista recettoriale degli oppioidi (μ,δ,κ) non selettivo e competitivo. Inverte la depressione del sistema nervoso centrale e del sistema respiratorio causata dagli oppioidi.
Il naloxone è stato brevettato nel 1961. È incluso nell'elenco dei medicinali essenziali dell'Organizzazione mondiale della sanità, i farmaci più sicuri ed efficaci necessari in un sistema sanitario.
Il naloxone è disponibile come medicinale equivalente.
È somministrato anche in associazione all'ossicodone.

## Usi

### Overdose da oppiacei
Il naloxone è utile nel trattamento del sovradosaggio acuto da oppiacei e della depressione respiratoria o centrale dovuta agli oppioidi. Non è chiaro se sia utile anche per l'arresto cardiaco causato da sovradosaggio da oppioidi. Non è efficace se la depressione respiratoria è causata da sostanze diverse dagli oppioidi.
Al naloxone si accompagnano sempre le normali procedure sintomatiche (idratazione, utilizzo di soluzione salina e glucosio, eventualmente respirazione artificiale...).
Gli effetti del naloxone possono svanire prima di quelli degli oppioidi e possono richiedere un dosaggio ripetuto in un secondo momento. I pazienti che manifestano effetti devono essere monitorati per frequenza respiratoria, frequenza cardiaca, pressione sanguigna, temperatura e livello di coscienza. Quelli con un rischio maggiore di depressione respiratoria devono essere identificati e tenuti in osservazione durante tutto il processo.

### Overdose di clonidina
Il naloxone può essere usato come antidoto in caso di sovradosaggio di clonidina, un farmaco che riduce la pressione sanguigna. L'overdose da clonidina sono rilevanti nei bambini, in cui anche piccole dosi possono causare danni significativi. Ci sono controindicazioni nel trattamento del sovradosaggio da clonidina: frequenza cardiaca lenta, bassa pressione sanguigna e confusione e sonnolenza. Le dosi utilizzate in letteratura variano, quindi è difficile trarre una conclusione in merito ai reali benefici del naloxone in questo contesto. Il meccanismo non è chiaro, probabilmente è dovuto all'interazione con i recettori endogeni degli oppioidi del sistema nervoso simpatico nel cervello e in altre parti del corpo.

### Prevenzione dell'abuso di oppiacei
Il naloxone viene scarsamente assorbito quando assunto per via orale, quindi è comunemente combinato con una serie di preparazioni orali di oppioidi, tra cui buprenorfina e pentazocina, in modo che se assunto per via orale, solo l'oppioide ha un effetto. Tuttavia, se viene iniettata la combinazione oppioide e naloxone, il naloxone blocca l'effetto dell'oppioide. Questa combinazione è utilizzata nel tentativo di prevenire gli abusi.

### Altri usi
Nelle persone con shock, (shock settico, shock cardiogeno, shock emorragico o shock spinale) il naloxone migliora il flusso sanguigno.
Il naloxone viene utilizzato sperimentalmente nel trattamento dell'insensibilità congenita al dolore con anidrosi, un disturbo estremamente raro che rende incapaci di provare dolore o percepire le temperature.
Il naloxone può essere usato per trattare il prurito e costipazione indotte da oppioidi.

#### Terapia del dolore
Una dei due isomeri del naloxone, il (+)-naloxone non presenta una affinità significativa per i recettori dei farmaci oppioidi, quindi riesce a mantenere inalterata l'azione degli oppioidi, cioè il loro potere analgesico, e a eliminare gli altri effetti collaterali come la depressione respiratoria e i fenomeni di tolleranza e dipendenza. Il (+)naloxone agisce come antagonista non competitivo della proteina toll-like receptor 4 (TLR-4), bloccando i recettori che attivano risposta infiammatorie e autoimmuni, che amplificano la produzione di dopamina.

### Popolazione limite

#### Gravidanza e allattamento
Gli studi sui roditori a cui è stata somministrata una dose massima giornaliera di 10 mg di naloxone non hanno mostrato effetti dannosi per il feto, anche se mancano studi sull'uomo. Il farmaco attraversa la placenta, il che può portare alla sindrome di astinenza nel feto. Quindi il naloxone dovrebbe essere usato durante la gravidanza solo in caso di necessità medica. Non si sa se il naloxone è escreto nel latte materno, ma non essendo biodisponibile per via orale è improbabile che possa influenzare l'allattamento al seno.

#### Bambini
Il naloxone può essere usato sui neonati esposti a oppiacei intrauterini somministrati alle madri durante il parto. Non ci sono prove sufficienti per l'uso del naloxone in questi bambini per abbassare la depressione cardiorespiratoria e neurologica. I bambini esposti ad alte concentrazioni di oppiacei durante la gravidanza possono subire danni al sistema nervoso centrale se si verifica asfissia perinatale. Il naloxone è stato studiato per migliorare queste condizioni con pochi risultati. Le forme endovenose, intramuscolari o sottocutanee di naloxone possono essere somministrate a bambini e neonati per invertire gli effetti degli oppiacei. Dopo aver somministrato la dose, il bambino deve essere monitorato per almeno 24 ore. Non è chiaro se il naloxone sia sicuro per i bambini con pressione sanguigna bassa a causa di shock settico.

#### Uso geriatrico
Non è chiaro se vi sia una differenza nella risposta nei pazienti di età pari o superiore a 65 anni. Spesso le persone anziane hanno una ridotta funzionalità epatica e renale che può portare ad un aumento del livello di naloxone nell'organismo.

## Effetti collaterali
Non ha effetti indesiderati di particolare rilevanza, ma può precipitare la sindrome da astinenza nei soggetti dipendenti da oppiacei. In caso di assunzione di oppioidi, può causare aumento della sudorazione, nausea, irrequietezza, tremore, vomito, rossore e mal di testa e più raramente alterazioni del ritmo cardiaco, convulsioni ed edema polmonare.
Oltre agli effetti sopra elencati, il naloxone può dare problemi a livello cardiovascolare (ipertensione, ipotensione, tachicardia, fibrillazione ventricolare, tachicardia ventricolare) ed effetti sul sistema nervoso centrale, come agitazione, dolori, malattie cerebrali e coma.
Il naloxone è controindicato nelle persone con ipersensibilità al naloxone o ad uno qualsiasi dei suoi componenti di formulazione. Se una persona è sensibile al nalmefene o al naltrexone, il naloxone deve essere usato con cautela visto che questi tre farmaci sono strutturalmente simili. La sensibilità crociata tra questi farmaci non è nota.
Il naloxone blocca l'azione delle endorfine che riducono il dolore. Le endorfine operano sugli stessi recettori degli oppioidi bloccati dal naloxone.
Il naloxone deve essere usato con cautela dalle persone affette da malattie cardiovascolari o che assumono farmaci che hanno effetti avversi sul sistema cardiovascolare. Sono stati riportati casi di edema polmonare e fibrillazione ventricolare.

## Farmacologia

### Farmacodinamica
Il naloxone è un composto lipofilo che agisce come antagonista non selettivo e competitivo del recettore degli oppioidi. L'isomero farmacologicamente attivo del naloxone è il (-)-naloxone. L'affinità di legame è massima per il recettore μ-oppioide, poi per il recettore δ-oppioide e più bassa per il recettore κ-oppioide; il naloxone ha un'affinità trascurabile per il recettore della nocicetina.
Se il naloxone viene somministrato in pazienti che non consumano oppioidi, non si verifica alcuna attività farmacologica, viene però alterata la percezione del dolore. Contrariamente agli agonisti diretti degli oppiacei, che quando vengono sospesi provocano fenomeni di astinenza nei soggetti tolleranti agli oppiacei, non ci sono evidenze riguardanti lo sviluppo della tolleranza e dipendenza dal naloxone. Il meccanismo d'azione non è chiaro, compete per nei siti dei recettori degli oppiacei del sistema nervoso centrale (un antagonista competitivo, non un agonista diretto), e previene l'azione degli oppiacei endogeni e degli xenobiotici su questi recettori senza produrre direttamente alcun effetto.

### Farmacocinetica
Il naloxone, quando somministrato per via parenterale, come è più comune, si distribuisce velocemente in tutto il corpo. L'emivita sierica può variare da 30 a 81 minuti, più breve dell'emivita media di molti oppiacei, per questo deve essere somministrato ripetutamente. Il naltrexone è molto simile al naloxone, ma ha durata d'azione più lunga, con emivita di circa 10 ore. Il naloxone viene rapidamente metabolizzato dal fegato. Il suo principale metabolita è il naloxone-3-glucuronide, che viene escreto nelle urine. Per le persone affette da malattie epatiche come l'epatopatia alcolica o l'epatite, l'uso di naloxone non sembra aumentare i livelli sierici di enzimi epatici.
Il naloxone ha bassa biodisponibilità sistemica se assunto per via orale a causa del metabolismo di primo passaggio, ma blocca i recettori degli oppioidi che si trovano nell'intestino.

## Vie di somministrazione
Nonostante questo farmaco sia in uso dal 1960, i dosaggi e la via di somministrazione più adatti sono ancora oggetto di dibattito. Generalmente si somministrano 1-2 fiale endovena e/o intramuscolo (fiala da 0,4 mg) ripetibili. Se si osserva una risposta minima o nessuna risposta entro 2-3 minuti, la dose può essere ripetuta ogni 2 minuti fino al raggiungimento della dose massima di 10 mg. Se dopo non si verifica alcuna risposta, è necessario perseguire diagnosi e trattamenti alternativi. A seconda della gravità del sovradosaggio, può essere necessaria una dose superiore a 10 mg. È possibile somministrare il naloxone anche attraverso il tubo tracheale e per via nasale mediante nebulizzatore.

### Endovenosa
Il naloxone viene comunemente iniettato per via endovenosa. L'insorgenza degli effetti si ottiene in 1-2 minuti con una durata massima di 45 minuti, l'insorgenza è più rapida attraverso la flebo che attraverso altre vie di somministrazione, anche se nel caso di pazienti che assumono farmaci per via endovenosa in modo cronico può risultare difficile accedere alle vene. Questo può rappresentare un problema in condizioni di emergenza.

### Intramuscolare o sottocutanea
Il naloxone può essere somministrato tramite iniezione intramuscolare o sottocutanea. L'inizio degli effetti si ha in 2 - 5 minuti con una durata di circa 30-120 minuti. Il Naloxone somministrato per via intramuscolare viene fornito attraverso siringhe preriempite, flaconcini e autoiniettore.

### Intranasale
La somministrazione di naloxone per via intranasale è raccomandata per le persone in stato di incoscienza. L'inizio dell'azione è ritardato, ma questa forma ha maggiore facilità d'uso e può essere portatile. Narcan Nasal Spray è stato approvato nel 2015 ed è stato il primo spray nasale approvato dalla FDA per il trattamento emergenziale o il sospetto sovradosaggio.
In alternativa, per somministrare il farmaco per via nasale si può usare un nebulizzatore collegato a una siringa. Ciò può essere utile nelle strutture in cui si verificano molte overdose.

## Chimica
Il naloxone, noto anche come N-allilnoroossimorfone o come 17-allil-4,5α-epossi-3,14-diidrossimorfinan-6-one, è un derivato sintetico del morfinano ed è derivato dall'ossimorfone (14-idrossidiidromorfinone), un analgesico oppiaceo. L'ossimorfone, a sua volta, è derivato dalla morfina, un analgesico oppioide naturale presente nel papavero da oppio. Il naloxone è una miscela racemica di due enantiomeri, (-)-naloxone (levonaloxone) e (+)-naloxone (dextronaloxone), solo il primo dei quali è attivo sui recettori oppioidi. Il farmaco è altamente lipofilo, e ciò gli permette di penetrare rapidamente nel cervello e ottenere una concentrazione molto maggiore rispetto alla morfina. Gli antagonisti degli oppioidi correlati al naloxone sono ciprodime, nalmefene, nalodeina, naloxol e naltrexone.

## Storia
Naloxone è stato brevettato nel 1961 da Mozes J. Lewenstein, Jack Fishman e la società Daiichi Sankyo. È stato approvato per il trattamento dell'abuso di oppioidi nel 1971 dalla FDA.